# Влад Клен
 Влад Клен (справжнє ім'я — Кандау́ров Володи́мир Олекса́ндрович)  (* 29 червня 1981, с. Велика Знам'янка, Кам'янсько-Дніпровського району, Запорізької області — † 28 серпня 2010, Дніпропетровськ) — поет, культуртрегер, організатор сучасного поетичного руху в Україні.

## Біографія
Народився 29 червня 1981 року в с. Велика Знам'янка Кам'янсько-Дніпровського району Запорізької області у родині інтелігентів. Батько — інженер, мати, Віра Гаврилівна, — бібліотекар. З дитинства захопився поезією, авангардом, новими течіями у мистецтві. Орієнтиром у поетичній самоосвіті була творчість Бродського, Башлачова, Блока.
Після закінчення середньої школи переїхав до Запоріжжя, де продовжив навчання і почав працювати. У 2007 році заочно закінчив Запорізький національний університет. Магістр російської філології. Втім, присвятивши себе поетичній творчості, вимушений протягом наступного десятиліття працювати вантажником, ювеліром, будівельником, продавцем-консультантом у крамах-книгарнях, касиром супермаркету, вихователем у дитячому тубдиспансері та ін. Студентом увійшов до літературного клубу «99». Спільно з іншими членами угрупування — Олесем Барлігом і Тетяною Давидченко проводив на базі університету поетичні виступи «Семиречье» та «Вертикаль». Від 2007 року займався антрепренерством та арт-менеджментом, організуючи та допомагаючи іншим в організації фестивалів та концертів, проведенні усіляких поетичних заходів. Відтоді він фактично став волонтером сучасного поетичного руху в Україні, організувавши у 2007 році фестиваль поезії у Запоріжжі «Відкритий доступ» та ставши співорганізатором заходів в рамках десятків різноманітних літературно-мистецьких фестин у таких містах України, як Бахчисарай, Вишгород, Вінниця, Дніпропетровськ, Дружківка, Запоріжжя, Київ, Кривий Ріг, Львів, Херсон, Черкаси, Ялта та ін.
|                     | Ця молода людина, одна з небагатьох в Україні – активно і щиро займалася зближенням української та російської літератури. |
| — Олександр Кабанов | |

## Творча діяльність
За життя Влада Клена самвидавом вийшли кілька російськомовних поетичних збірок:
- "Напролом  (2005). — 16 с.;
- «Поэтический ринг-3»  (2007). — 16 с.;
- «Аритмия»  (2008). — 92 с.;
- «Триада»  (спільно із Максимом Кабіром та Павлом Сухном) (2008). — 72 с.;
- «Требуха»  (спільно з Олександром Татариновим та Тимофієм Малохатьком) (2009). — 96 с.

Після смерті:
- «Стихи. Избранное» . — Харків: Точка, 2012. — 109 с. — ISBN 978-617-669-041-2.[5]
- «Режиссер финальных сцен» . — Київ: Друкарський двір Олега Федорова, 2015. — 374 с. — ISBN 978-966-2441-94-9.

Автор десятків публікацій віршів на літературних сайтах та у періодиці — в альманахах за підсумками фестивалів, регіональних антологіях та журналах.
Засновник у жовтні 2006 року запорізького ЛІТО «Водоворот». Ініціатор та один із співзасновників у листопаді 2008 р. літературного інтернет-порталу «ЛІТФЕСТ».

## Премії та нагороди
- Гран-прі «Сінані-Фест» (Ялта, 2007);
- Лауреат фестивалю «Підкова Пегаса» (Вінниця, 2007);
- Літературна премія ім. Інзова (Дніпропетровськ, 2007);
- Переможець низки літературних слемів у Вінниці, Дніпропетровську, Миколаїві, Черкасах та ін.

## Смерть та увічнення пам'яті
Помер 28 серпня 2010 року в лікарні в Дніпропетровську внаслідок розриву аневризми судин головного мозку. Поховано у Запоріжжі на Матвіївському цвинтарі.
Посмертно видано книгу вибраних поетичних творів Влада Клена.
Надруковано добірки спогадів сучасників та поетичних присвят у низці київських та дніпропетровських видань, отаких як «Каштановий дом», «Литера-Днепр», «Арт-Шум»,, також у журналі "Хортиця" (Запоріжжя) № 5 за 2010 рік.
У Вінниці літературною групою «Лірики Transcendent'a» у 2011 р. створено меморіальний куточок Влада Клена та започатковано періодичні пам'ятні «Кленові читання».
На фестивалі м. Дружківка запроваджено літературну премію імені Влада Клена.
Цього ж року Станіслав Бєльський спільно із Олесем Барлігом уклали колективну збірку поезії «Гімн очеретяних хлопчиків», що присвячена пам’яті Володимира Буряка та Влада Клена. Окрім творів упорядників, до книги увійшли вірші трьох інших авторів та авторок із Дніпропетровська (Максима Бородіна, Іни Завгородньої, Андрія Селімова) і Запоріжжя (Тетяни Скрипченко, Сани Праєдґарденссон, Юрія Ганошенка).
У Дніпропетровську в 2013 р. відбувся «Клен-Фест», який проводитиметься щорічно.

## Галерея
| |
| Влад Клен з друзями – Тимофієм Малохатьком, Андрієм Стебелєвим, Леонідом Борозєнцевим на фестивалі «Вертифест- 2010» у Вишгороді |

|                                                      |
| Пам'ятна табличка на Меморіалі Влада Клена У Вінниці |

|                                          |
| Поети на Меморіалі Влада Клена у Вінниці |